# コウジ酸
コウジ酸（コウジさん、Kojic acid）は1907年に麹から発見された化合物である。三省製薬が開発し1988年から医薬部外品の美白剤としての承認を得ている。

## 性質
水およびエタノールに溶ける。多くの金属イオンに対しキレートを作り、Fe(III)イオンには暗赤色を呈する。弱い抗菌作用を持つ。
別名5-hydroxy-2-hydroxymethyl-4-pyrone、または5-Hydroxy-2-(hydroxymethyl)-4H-pyran-4-one。

## 生合成
コウジ酸は麹菌がグルコース等の糖を発酵させることによって生成されることが知られているが、その詳しい生合成経路は不明である。

## 美白剤としての開発
1975年に三省製薬株式会社が、メラニン合成酵素であるチロシナーゼの活性を抑制し、メラニンの生成を抑える作用を有することを発見し、美白剤として開発。1988年に医薬部外品の有効成分として厚生省（当時）から承認を得た。
動物実験で肝がんを引き起こす可能性を示唆する報告がなされたため、2003年3月厚生労働省の通達により医薬部外品（薬用化粧品）への使用が一旦中止されたが、マウスにおいても、ラットにおいても肝臓への影響は、外用ではなく、高濃度での混餌投与（1～3%）でみられた知見であった。
その後、開発元の三省製薬がコウジ酸の安全性を確認する追加試験を実施し、コウジ酸の化粧品としての使用は安全性上なんら問題がないことを証明した。このため2005年11月2日、厚生労働省は薬事･食品衛生審議会 医薬品等安全対策部会において「医薬部外品において適正に使用される場合にあっては、安全性に特段の懸念はないものと考えられる。」との見解を発表した。これに伴い前述の使用中止の通知が撤回されたと同時に、コウジ酸配合化粧品（医薬部外品）の製造販売の再開が認められた。

## 有効性
肝斑に対して研究ではコウジ酸とハイドロキノンやグリコール酸、ビタミンCと併用された研究も多く、比較研究では2019年のレビューで以下が発見されたが、さらなる研究が必要である。
- 計50人で比較研究を実施し3か月後、改善率は2%濃度（少ない）のコウジ酸で30%、2%濃度（少ない）のハイドロキノンで58%であった[3][4]。
- 計100人で比較研究を実施し3か月後、改善率は4%濃度（多い）のコウジ酸クリームで58%、2%濃度（少ない）のハイドロキノンで30%であった[3][5]。

ほかに見つかった研究
- 計60人で比較研究を実施し3か月後、4%濃度（多い）のハイドロキノンは、0.75%濃度（かなり少ない）のコウジ酸・ビタミンCクリームよりも改善率に優れていた[6]。

黄ぐすみと呼ばれる、皮膚の黄色化や透明度低下にも改善効果があることが経験的に知られている。

## 美白以外の効能・用途
- 酸化防止剤・・・カットフルーツ、カニやエビの褐変防止等に用いられる。[8]
- 抗菌作用[8]
- がん細胞の治療感受性増強・・・コウジ酸とケルセチンの共結晶はケルセチン単体と比べヒト子宮頸がん細胞（HeLa）とヒト大腸がん細胞（Caco-2）に2倍以上の細胞毒性活性を持つとする研究がある。[9]
- 放射線防護効果・・・コウジ酸は電離放射線による損傷からチャイニーズハムスター卵巣細胞を保護することが示されている。また、犬に致死量の3 Gyガンマ線を照射したところ、対照群が16日以内に死亡したのに対し、コウジ酸を前処理したイヌは51日生存率が66.7％であった。[10]